# Hercule à la croisée des chemins
Hercule à la croisée des chemins ou Les Effets de la jalousie est une gravure sur cuivre au burin datée vers 1498-1499, de l'artiste de la Renaissance allemande Albrecht Dürer (1471-1528).

## Iconographie
Hercule à la croisée des chemins a longtemps été considéré comme une des compositions les plus énigmatiques de Dürer, le scène ne se rattachant à aucun épisode connu de la vie du personnage. La clef de lecture est donnée par Erwin Panofsky, qui voit dans cette œuvre une invention de Dürer mêlant culture mythologique et dimension allégorique, dans la lignée de l'apologue de Prodicos, récit de Xénophon (dans les Mémorables) qui évoque le moment où Hercule doit choisir entre le chemin de la Vertu (qui tient un bâton) et celui de la Volupté. Dürer semble laisser le sort d'Hercule en suspens : on ne sait s'il s'apprête à rejoindre la Vertu dans son combat contre la Volupté, ou s'il est sur le point de s'interposer pour défendre cette dernière.

## Analyse
Cette estampe peut apparaître comme le manifeste esthétique de l'artiste, dans la mesure où elle synthétise les leçons des trois plus grands graveurs du Quattrocento tout en les intégrant harmonieusement au superbe paysage nordique qui se déploie à l'arrière-plan.
Pour sa figure de la Vertu, armée d'un bâton et revêtue d'une tunique au drapé antiquisant, ainsi que pour son putto apeuré prenant la fuite, Dürer s'inspire de La Mort d'Orphée du Maître de la série E des Tarots de Mantegna (XVe siècle). D'autre part, son Hercule nu vu de dos, à la musculature soulignée, se lit comme un hommage au cuivre du Combat d'hommes nus d'Antonio Pollaiuolo.
Enfin, la femme nue appuyée sur le satyre, allégorie du plaisir, est une citation quasi littérale, tant par le traitement de la nudité que par la position d'un des bras, relevé par-dessus la tête, de la Néréide à l'extrémité gauche de la partie droite du Combat de dieux marins d' Andrea Mantegna ; la silhouette est ici  semi-allongée, et non plus en position assise comme chez Mantegna.
Le paysage à l'arrière-plan rappelle toute l'attention que porte Dürer à la représentation de la nature. À gauche, un chemin s'élève vers un village fortifié, que Panofsky a pu qualifier d'« austère château de la Vertu ». À droite, on a une vue plongeante sur une vallée traversée par un cours d'eau et dominée par des collines qui ferment la composition. De luxuriants arbustes se dressent au centre, derrière la Vertu, dont le rendu démontre la virtuosité technique de Dürer pour obtenir de subtils dégradés de noirs.

## Postérité
Dans Le Triomphe de Galatée, fresque réalisée en 1513 pour la Villa Farnesina, à Rome, Raphaël, artiste avec qui Dürer eut des échanges artistiques, reprend le mouvement du bras de la Volupté pour celui du bras droit de la nymphe placée aux pieds de Galatée.

### Articles liés
- Le Choix d'Hercule (A. Carrache)
- The Choice of Hercules (Haendel)